# Mea Reichard
Magdalena Mea Reichard (* um 1855 in Warschau als Magdalena Mea Szper; † 15. Januar 1924 in Berlin) war eine Malerin, Schriftstellerin und Übersetzerin.

## Leben
Reichards Vater soll russischer, ihre Mutter britischer Herkunft gewesen sein. Sie wuchs mehrsprachig auf und ging in Deutschland zur Schule. In erster Ehe soll sie in Wien verheiratet gewesen sein, nach dem Tod ihres Mannes zog sie nach Berlin. In zweiter Ehe war sie mit dem deutschen Afrikaforscher Paul Reichard verheiratet, mit dem sie zeitweise in Brüssel, ab 1915 in Nizza lebte.
Sie übersetzte aus dem Englischen, Französischen, Polnischen und Schwedischen ins Deutsche. Außerdem war sie als Malerin tätig. Auf der Weltausstellung Brüssel 1897 wurde sie mit der silbernen Medaille für ihre Bücher und mit der bronzenen Medaille für Ölgemälde ausgezeichnet.
Als Schriftstellerin war sie hauptsächlich für die Bühne tätig, verfasste jedoch auch Romane und Novellen. Gemeinsam mit Ferdinand Max Kurth gab sie die Publikation „Das Kunsttheater. Zeitschrift für künstlerische Kultur“ heraus.

## Werke
- Andrée. Sozialer Roman. Minden, Dresden 1890.
- Die Unzufriedenen. Moderner Roman. P. Moedebeck, Berlin 1893.
- Vom Opernball und andere Novellen. P. Moedebeck, Berlin 1893.
- Reiche Töchter. Roman. Freund & Jeckel, Berlin 1895.
- Lady Mary. Entsch, Berlin 1895.
- Das neue Dienstmädchen. Lustspiel. Entsch, Berlin 1895.[2]
- Dideoquette. Schauspiel. Entsch, Berlin 1895.[2]
- Potsdamerstrasse 128. Posse. Entsch, Berlin 1895.[2]
- Tilda Rogge. Schauspiel. Entsch, Berlin 1895.[2]